# Таратумб
Таратумб (арм. Թառաթումբ) — старинное поселение в Армении в Вайоцдзорской области, находится в 122 км к юго-западу от Еревана. 

## История
Село было основано в 1830 году 10 семьями, которые переселились из села Горог Хойской области Персидской Армении.

## Население
Население 643 человека (данные 2008 года).